# نادي ميكا
نادي ميكا لكرة القدم (بالأرمنية: Ֆուտբոլային Ակումբ Միկա) هو نادي كرة قدم أرميني منحل ويكان مقره يقع في العاصمة يريفان، تأسس سنة 1999. كان مملوكا من قبل شركة ميكا برئاسة رجل الأعمال الأرمني ميخائيل باغداساروف ومقره روسيا. كان مقر يقع النادي في شارع مانانديان 41، يريفان.

## وصلات خارجية
- الموقع الرسمي